# Rakitno

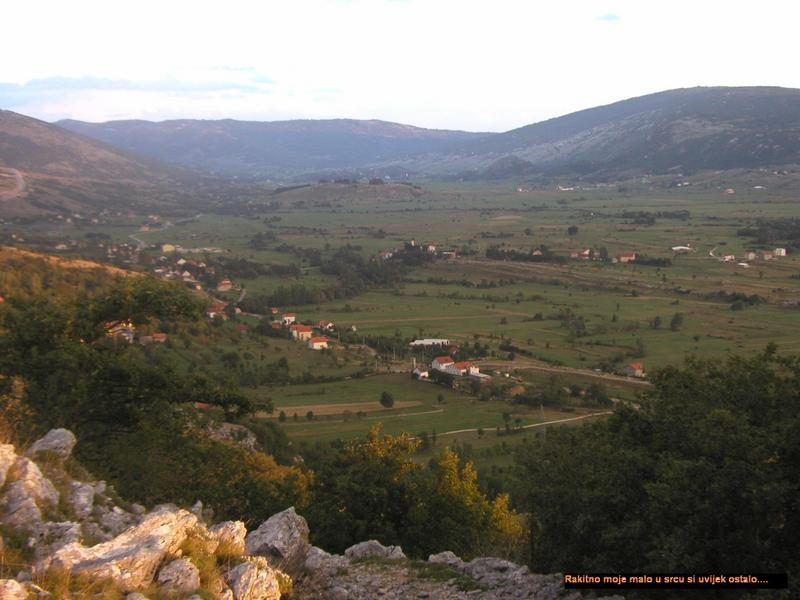
Rakitno

Rakitno ist eine Dorfgemeinde in Bosnien und Herzegowina unmittelbar an der Grenze zu Kroatien und gehört zur Großgemeinde Posušje. Die nächstgelegene größere Stadt ist Posušje. Zur Dorfgemeinde gehören die Dörfer Poklečani, Vrpolje und Sutina.

## Geografische Lage
Rakitno, dessen Gebiet sich auf eine Fläche von 32 Quadratkilometern ausdehnt, liegt ca. 15 km nördlich der Stadt Posušje auf einer Höhe von 880 bis 920 Metern über dem Meer. Wenige Kilometer entfernt befindet sich der Nationalpark Blidinje und der Berg Čvrsnica, das sogenannte „Dach der Herzegowina“.
Rakitno wird fast ausschließlich von Kroaten bewohnt.